# Římskokatolická farnost Volenice
Římskokatolická farnost Volenice je územním společenstvím římských katolíků v rámci strakonického vikariátu Českobudějovické diecéze.

## O farnosti

### Historie
V roce 1394 je ve Volenicích připomínána plebánie. Původní farní kostel byl románský a jsou z něj zachovány fragmenty zdiva. Upravován byl renesančně a v roce 1909 byl upraven podle projektu Kamila Hilberta. V roce 1918 byla místní farnost povýšena na děkanství.

### Současnost
Farnost Volenice je administrována ex currendo z Strakonic.
| Kostel                    | Místo           | Bohoslužba             | Bohoslužba             | Poznámka     |
| ------------------------- | --------------- | ---------------------- | ---------------------- | ------------ |
| Kaple                     | Kalenice        | neslouží se pravidelně | neslouží se pravidelně | obecní kaple |
| Kaple Nejsvětější Trojice | Kladruby        | neslouží se pravidelně | neslouží se pravidelně | obecní kaple |
| Kaple                     | Krejnice        | neslouží se pravidelně | neslouží se pravidelně | obecní kaple |
| Kaple                     | Novosedly       | neslouží se pravidelně | neslouží se pravidelně | obecní kaple |
| Kaple                     | Strašice        | neslouží se pravidelně | neslouží se pravidelně | obecní kaple |
| Kaple                     | Škůdra          | neslouží se pravidelně | neslouží se pravidelně | obecní kaple |
| Kaple                     | Štěchovice      | neslouží se pravidelně | neslouží se pravidelně | obecní kaple |
| Kaple                     | Tažovická Lhota | neslouží se pravidelně | neslouží se pravidelně | obecní kaple |
| Kostel sv. Petra a Pavla  | Volenice        | neděle                 | 10.00                  | farní kostel |
| Kaple                     | Zvotoky         | neslouží se pravidelně | neslouží se pravidelně | obecní kaple |